# 超極限
數學上，超極限是幾何的構造法，對一個度量空間序列Xn指定一個度量空間為其極限。超極限推廣了度量空間的格羅莫夫－豪斯多夫收斂。

## 超濾子
在自然數集{\displaystyle \mathbb {N} }上的超濾子ω，是一個有限可加的集合函數（可視為有限可加測度）{\displaystyle \omega :2^{\mathbb {N} }\to \{0,1\}}，從自然數集的冪集{\displaystyle 2^{\mathbb {N} }}映射到集合{0,1}上，使得{\displaystyle \omega (\mathbb {N} )=1}。一個在{\displaystyle \mathbb {N} }上的超濾子ω 稱為非主要的，若對所有有限子集{\displaystyle F\subseteq \mathbb {N} }， 都有ω(F)=0。

## 點序列關於一個超濾子的極限
設ω是{\displaystyle \mathbb {N} }上的非主要超濾子。
若{\displaystyle (x_{n})_{n\in \mathbb {N} }}是度量空間(X,d)上的點序列，x∈ X，稱x是xn的ω -極限，記為{\displaystyle x=\lim _{\omega }x_{n}}，若對所有{\displaystyle \epsilon >0}都有
{\displaystyle \omega \{n:d(x_{n},x)\leq \epsilon \}=1.}
不難看出：
- 若一個點序列的ω-極限存在，則是唯一的。
- 若在標準意義下{\displaystyle x=\lim _{n\to \infty }x_{n}}，則{\displaystyle x=\lim _{\omega }x_{n}}。（這性質成立，關鍵在超濾子是非主要的。）

若(X,d)緊緻，則每個點序列都存在ω-極限。故此，實數的有界序列都存在ω-極限。

## 有基點度量空間的超極限
設ω是在{\displaystyle \mathbb {N} }上的非主要超濾子。設 (Xn,dn) 是度量空間，有基點pn∈Xn。
考慮序列{\displaystyle (x_{n})_{n\in \mathbb {N} }}，其中xn∈Xn。這個序列稱為容許的，若實數序列(dn(xn,pn))n有界，也就是存在正實數C，使得{\displaystyle d_{n}(x_{n},p_{n})\leq C}。記容許序列的集合為{\displaystyle {\mathcal {A}}}。
由三角不等式可知對兩個容許序列{\displaystyle \mathbf {x} =(x_{n})_{n\in \mathbb {N} }}及{\displaystyle \mathbf {y} =(y_{n})_{n\in \mathbb {N} }}，序列(dn(xn,yn))n有界，因此存在ω-極限{\displaystyle {\hat {d}}_{\infty }(\mathbf {x} ,\mathbf {y} ):=\lim _{\omega }d_{n}(x_{n},y_{n})}。在{\displaystyle {\mathcal {A}}}中定義關係{\displaystyle \sim }如下：對{\displaystyle \mathbf {x} ,\mathbf {y} \in {\mathcal {A}}}，每當{\displaystyle {\hat {d}}_{\infty }(\mathbf {x} ,\mathbf {y} )=0}時便有 {\displaystyle \mathbf {x} \sim \mathbf {y} }。易知{\displaystyle \sim } 是等價關係。
序列(Xn,dn, pn)關於ω的超極限是一個度量空間{\displaystyle (X_{\infty },d_{\infty })}，定義如下。
作為集合，有{\displaystyle X_{\infty }={\mathcal {A}}/{\sim }}。
對兩個容許序列{\displaystyle \mathbf {x} =(x_{n})_{n\in \mathbb {N} }}及{\displaystyle \mathbf {y} =(y_{n})_{n\in \mathbb {N} }}的{\displaystyle \sim }等價類{\displaystyle [\mathbf {x} ],[\mathbf {y} ]}，定義{\displaystyle d_{\infty }([\mathbf {x} ],[\mathbf {y} ]):={\hat {d}}_{\infty }(\mathbf {x} ,\mathbf {y} )=\lim _{\omega }d_{n}(x_{n},y_{n}).}
不難看到{\displaystyle d_{\infty }}有良好定義，且為 {\displaystyle X_{\infty }}上的度量。
記{\displaystyle (X_{\infty },d_{\infty })=\lim _{\omega }(X_{n},d_{n},p_{n})}。

## 備註
1. ↑  John Roe. Lectures on Coarse Geometry. American Mathematical Society, 2003. ISBN 978-0-8218-3332-2; Definition 7.19, p. 107.